# Southborough, Kent
Southborough är en småstad och civil parish i grevskapet Kent i sydöstra England. Staden ligger i distriktet Tunbridge Wells, direkt norr om Royal Tunbridge Wells. Tätorten (built-up area) hade 9 631 invånare vid folkräkningen år 2021.
Southborough har en lång historia och bland annat Sir Thomas More kan nämnas bland ortens godsägare under Tudortiden.